# Balise

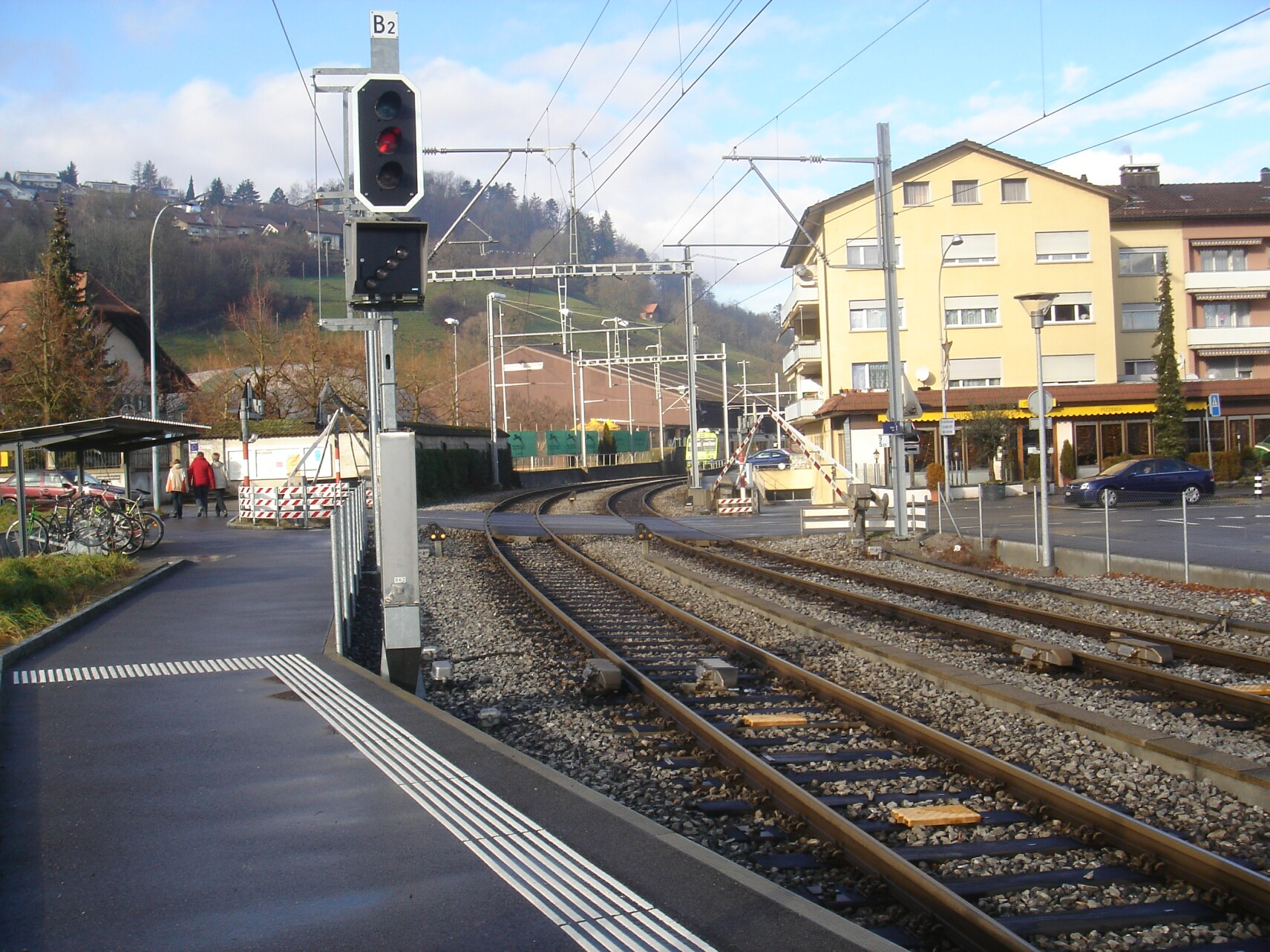
Eurobalise prima di un segnale

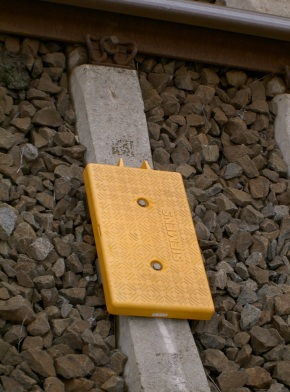
Eurobalise Siemens in una linea ferroviaria della Germania

La balise è un dispositivo elettronico o transponder installato tra i binari di una tratta ferroviaria in cui sussiste un dispositivo di controllo della sicurezza della circolazione dei treni. Il termine, di origine francese, viene usato per distinguere tale dispositivo da altri similari; in italiano è spesso denominato "boa".
Le balise sono adoperate nel sistema di segnalamento installato sulle principali linee ferroviarie della rete francese eccetto che nelle linee AV del TGV.
Il dispositivo è parte importante di un sistema European Train Control System in quanto fornisce l'essenziale mezzo di localizzazione della posizione del treno.
Il dispositivo è usato anche nel Chinese Train Control System, versioni CTCS-2 e CTCS-3, installate in Cina sulle linee AV (anche questo è basato sul sistema europeo, European Train Control System).
Una balise che risponde alle specifiche tecniche dell'European Train Control System viene anche chiamata Eurobalise.

## Caratteristiche generali

Schema di collegamento e funzione della balise in un sistema ETCS di 1 livello

Di massima, una balise non ha bisogno di alimentazione esterna in quanto è attivata per via induttiva dal passaggio del dispositivo montato, in genere, sotto la cabina di guida del rotabile che percorre la linea. In conseguenza dell'attivazione la balise trasmette le sue informazioni al treno ('Uplink') o le riceve ('Downlink'). Il sistema è in grado di funzionare in maniera affidabile fino alla velocità di 500 km/h.
Le balise possono essere di tipo 'Fixed Data Balise,' o 'Fixed Balise' per la trasmissione di informazioni fisse ad ogni treno (tipo informazioni: posizione o locazione, velocità di linea e grado di prestazione, rallentamento o altro da segnalare) o del tipo 'Transparent Data Balise', dispositivi in grado di essere controllati, per fornire informazioni di tipo variabile (dette anche 'Controllable Balise'). La programmazione di queste ultime è realizzata mediante dispositivi trasmittenti senza fili (a radiofrequenza)  che forniscono essenziali dati variabili ai treni quali l'aspetto dei segnali. Le balise sono parti dell'ETCS Level 1; una balise fissa può individuare l'esatta posizione di un treno e la sua distanza dal segnale successivo e può mettere in guardia su eventuali limitazioni di velocità. Una balise controllabile è collegata ad una unità elettronica lungo la linea (Lineside Electronics Unit, LEU) che trasmette i dati dinamici al treno. Il LEU si integra con il sistema di segnali convenzionale o collegandosi lungo la linea ferroviaria o con il controllo della torre di segnalazione .
Le balise in genere devono essere installate a coppie per poter distinguere la direzione di marcia del treno a meno che non siano legate a un gruppo balise precedente. Balise in più, fino a 8 per gruppo, sono richieste se il volume di informazioni da trasmettere è molto elevato.

## Installazione

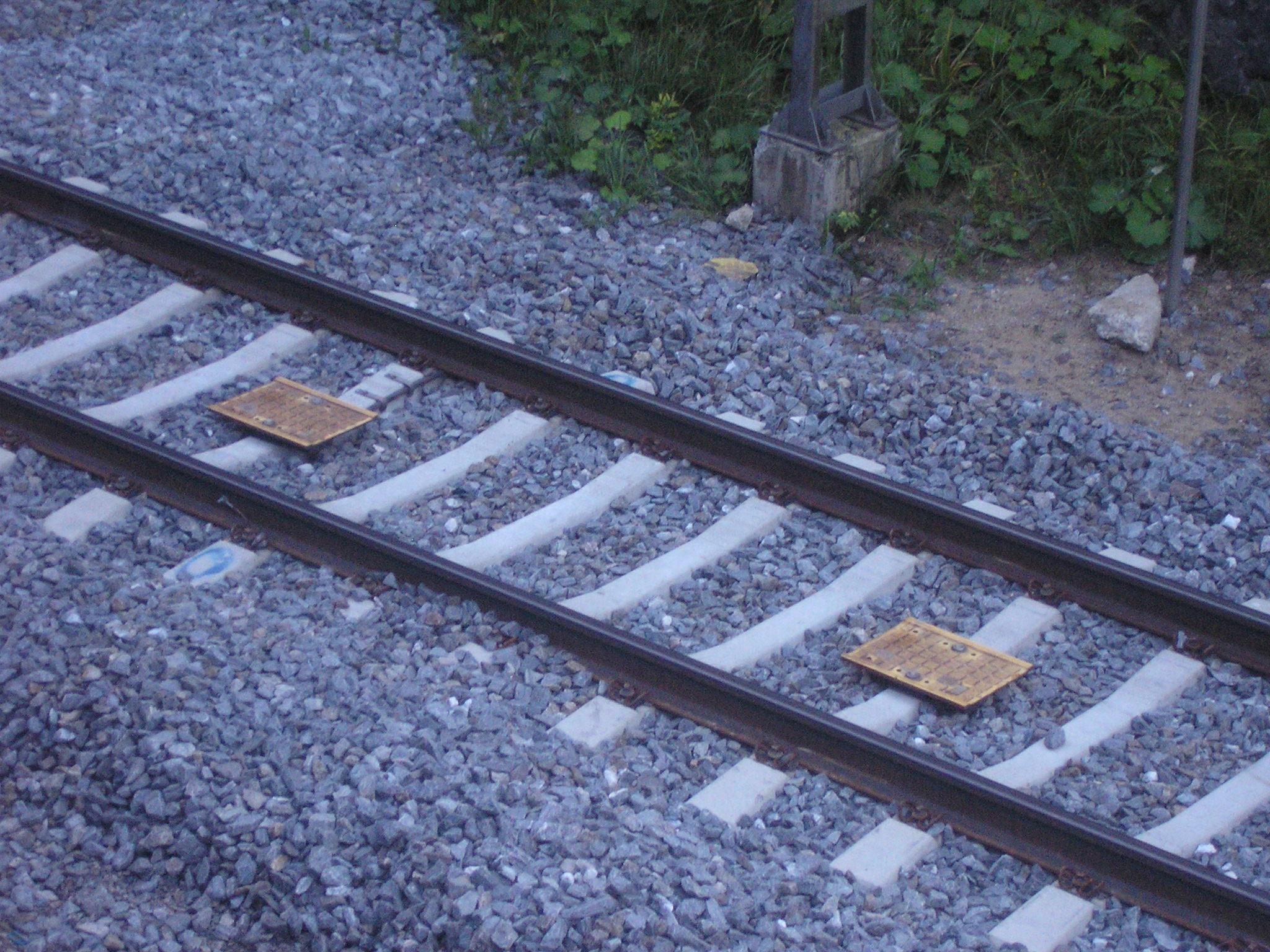
Balise sulla ferrovia Orivesi-Jyväskylä, in Finlandia

Le balise vengono di massima montate al centro del binario e distanziate di circa 3 m; la prima ad essere incontrata rispetto al senso di marcia è la balise controllata e susseguentemente quella fissa. A velocità inferiori a 500 km/h è possibile l'elaborazione di almeno tre "telegrammi" informativi che l'elaboratore di bordo del veicolo in corsa userà per determinare la velocità di sicurezza da tenere. 
All'inizio e alla fine della tratta equipaggiata dei sistemi di sicurezza della circolazione una coppia di balise vengono di solito usate per l'informazione al treno di "onboard" o di "stop" supervision.
In Germania le balise sono utilizzate anche per le informazioni necessarie ai treni a pendolamento attivo.

## Produttori di balise
Le balise sono prodotte da varie società secondo le medesime specifiche tecniche. Le principali "Eurobalises" sono di Alstom, Hitachi Rail STS, Bombardier, Invensys, Siemens, Sigma-Digitek, Thales. Le specifiche per le eurobalises sono definite dall'Agenzia ferroviaria europea.

## Utilizzo delle "Eurobalise"
- European Train Control System, nei paesi europei
- Chinese Train Control System versions CTCS-2 and CTCS-3, in Cina
- EuroSignum variante dell'antico sistema svizzero di protezione Integra-Signum
- EuroZub variant dell'antico ZUB 121, sistema svizzero di protezione
- SCMT sistema Italiano di protezione marcia treno
- TBL1+ usato in Belgio
- GNT sistema di controllo del pendolamento in Germania
- ZBS un nuovo "rapid transit control system" per la S-Bahn di Berlino

Balise di tipo differente dalle Eurobalise sono utilizzate nei sistemi,
- KVB - sistema di protezione dei treni in uso in Francia,
- ASFA - sistema di protezione dei treni in uso in Spagna,
- ACSES - sistema di protezione dei treni usato da Amtrak sul Northeast Corridor, negli Stati Uniti d'America,
- EBICAB - sistema di protezione dei treni in uso in Norvegia, Svezia e in alcuni altri paesi.
- CONVEL - controllo automatico di velocità in uso in Portogallo, tipologia analoga a EBICAB